# Pokémon Smeraldo
Pokémon Versione Smeraldo (ポケットモンスター エメラルド?, Poketto Monsutā Emerarudo) è un videogioco di ruolo della serie Pokémon pubblicato da Nintendo per Game Boy Advance.

Il villaggio di Brunifoglia

Quinto e ultimo titolo della serie creata da Game Freak ad essere sviluppato sul successore del Game Boy Color, Pokémon Smeraldo è ambientato nella regione di Hoenn come i giochi Pokémon Rubino e Zaffiro che hanno introdotto la terza generazione, sebbene condivida alcune caratteristiche con i videogiochi direttamente precedenti, Pokémon Rosso Fuoco e Verde Foglia, pubblicati nel corso del 2004.
Oltre all'introduzione di alcune caratteristiche, come l'animazione dei Pokémon durante gli scontri (ripresa da Pokémon Cristallo), la versione Smeraldo introduce nuove località come il Parco Lotta. Sono state inoltre apportate modifiche al sistema di battaglia in doppio.
Il videogioco è compatibile, oltre che con versioni Rubino, Zaffiro, Rosso Fuoco e Verde Foglia, anche con i titoli per Nintendo GameCube.

## Trama
Come la trama di Pokémon Cristallo non si discosta da Pokémon Oro e Argento anche la storia di Pokémon Smeraldo non è dissimile da quella presente nei videogiochi Pokémon Rubino e Zaffiro. In Smeraldo sono tuttavia presenti entrambe le organizzazioni criminali che operano nella regione di Hoenn: il Team Magma e il Team Idro. Al contrario dei titoli precedenti la trama è più incentrata sul Pokémon leggendario Rayquaza.

## Pokémon assenti
In Pokémon Smeraldo sono assenti alcuni dei Pokémon appartenenti alla regioni di Kanto e di Johto, molti dei quali disponibili in Pokémon Rosso Fuoco e Verde Foglia. Sono tuttavia mancanti sette Pokémon di terza generazione presenti in Pokémon Rubino e Zaffiro: Surskit, Masquerain, Meditite, Medicham, Roselia, Zangoose e Lunatone. Gli ultimi due sono rispettivamente esclusivi delle versioni Rubino e Zaffiro.
Nel videogioco, oltre a catturare Rayquaza, che compare nella copertina del gioco, sarà possibile ottenere i Pokémon leggendari Groudon e Kyogre, protagonisti dei titoli precedenti ambientati ad Hoenn, una volta sconfitti i Superquattro della Lega Pokémon di Hoenn.
In Pokémon Smeraldo è stata inoltre introdotta una nuova forma del Pokémon leggendario Deoxys, la forma Velocità, assente nei videogiochi precedenti.

## Località
Tra i luoghi presenti esclusivamente in Pokémon Smeraldo figurano la Torre Miraggio, la Galleria Deserto, la Grotta Mare e la Grotta Terra. In questo titolo inoltre il Rifugio Magma sarà situato nel Passo Selvaggio.

### Parco Lotta
Il Parco Lotta è un'area di gioco introdotta per la prima volta in Pokémon Smeraldo. È composta da sette edifici che comprendono 7 arene, nella quale si svolgono vari tipi competizioni.
Al termine delle competizioni (solitamente composte da 21 battaglie consecutive) è possibile ricevere PL (Punti Lotta) che serviranno ad acquistare oggetti, strumenti o mosse (grazie ai due Guida Mosse all'interno del parco).
Dopo aver conseguito numerose vittorie all'interno di un'arena è possibile sfidare l'Asso in due battaglie che daranno rispettivamente un Simbolo d'argento ed uno d'oro. I 7 Assi sono: Savino, Valentina, Baldo, Alberta, Tolomeo, Spartaco e Fortunata.
I Pokémon usati dall'Asso nel corso della seconda sfida saranno differenti e più forti rispetto a quelli usati durante il primo incontro.
Ogni arena può avere un mini-regolamento ma in genere all'interno degli edifici del Parco Lotta ci sono solamente tre regole:
- La squadra deve essere composta da 3 Pokémon (o 4 nelle sfide doppie)
- Sono presenti due modalità: livello 50 o livello libero
- Non è possibile usare la maggior parte dei Pokémon leggendari

### Monte Allenatori
Il Monte Allenatori è un edificio esclusivo di Pokémon Smeraldo situato lungo il Percorso 111. Simile alla Torre Allenatori presente su Settimisola, è alto 3 piani ma è espandibile tramite Nintendo e-Reader.

## Sviluppo e promozione
Pokémon Smeraldo è stato sviluppato da Game Freak e pubblicato da Nintendo per Game Boy Advance. È stato annunciato per la prima volta sulla rivista Coro Coro. Essendo compatibile con il Nintendo e-Reader, 83 carte sono state distribuite il 7 ottobre 2004 appositamente per questo gioco. È il terzo titolo associato a Rubino e Zaffiro e segue una tradizione di terze versioni, come era avvenuto ad esempio Pokémon Giallo per Pokémon Rosso e Blu. L'adattatore wireless è stato fornito in bundle con le copie giapponesi, cosa che non è avvenuta nelle versioni occidentali.

## Accoglienza
| Testata                                 | Giudizio |
| --------------------------------------- | -------- |
| GameRankings (media al 2 novembre 2013) | 76.65%   |
| Metacritic (media al 2 novembre 2013)   | 76%      |
| 1Up.com                                 | 7/10     |
| Electronic Gaming Monthly               | 7.17/10  |
| Game Informer                           | 6.5/10   |
| GameSpot                                | 7.5/10   |
| IGN                                     | 8/10     |
| Nintendo Power                          | 3.5/5    |

Pokémon Smeraldo ha ricevuto un'accoglienza generalmente positiva e detiene punteggi complessivi di 76/100 e 76,65% rispettivamente su Metacritic e GameRankings. Ha ricevuto un premio per l'eccellenza nella nona edizione dei CESA Game Awards. Craig Harris di IGN ha dichiarato che, sebbene non fosse rimasto entusiasta di Smeraldo, il gioco fosse solido e che era la versione più adatta per coloro che non avevano già giocato a Rubino o Zaffiro. Christian Nutt di 1UP.com ha ritenuto che fosse la versione definitiva di Pokémon per l'epoca, ma non fosse altro che un rimaneggiamento. Phil Theobald di GameSpy ha affermato che, benché si trattasse di un buon gioco, appariva identico a Rubino o Zaffiro. Ryan Davis di GameSpot lo ha definito un'esperienza di qualità nonostante fosse simile ai precedenti e che i fan più accaniti avrebbero potuto apprezzarne i cambiamenti. Corey Brotherson di Eurogamer ha ritenuto che fosse un buon gioco a sé stante, benché mancante di aggiunte convincenti. Tuttavia, ha aggiunto che era un valido titolo per i novizi della serie. Laurie Blake di Nintendo Life ha eseguito una revisione retroattiva di Smeraldo: i giochi Pokémon erano, secondo la sua opinione, invecchiati bene, ma lasciavano la stessa impressione del 1996. Ha inoltre affermato che le forti somiglianze tra Rubino o Zaffiro impedivano di definirlo un must-buy, pur essendo buono. Julia Reges di Allgame ha ritenuto che il gioco avesse molto valore per i giocatori più giovani, ma che i più anziani sarebbero potuti rimanere delusi. Ha inoltre paragonato i remake dei giochi Pokémon ai vari remake di Star Wars.
Audrey Drake di IGN ha elogiato il titolo per aver utilizzato entrambi i team malvagi e lo ha definito un "netto allontanamento" da Rubino o Zaffiro. Ha ritenuto che la capacità di sfidare nuovamente i Capipalestra desse luogo a una "sfida entusiasmante" per i giocatori. Ha inoltre incluso questo titolo, insieme a Rubino o Zaffiro, in un elenco di giochi per Game Boy Advance che avrebbe desiderato vedere sull'eShop di Nintendo 3DS. Lucas M. Thomas di 1UP.com si è lamentato del fatto che fosse necessario giocare l'intero gioco prima di poter entrare nel Parco Lotta. Jeremy Parish ha annoverato Smeraldo tra i migliori giochi da portare su un aereo. La collega editor di 1UP.com Kat Bailey lo ha incluso nella sua lista di remake che "hanno fatto mangiare la polvere agli originali". Ha elogiato il Parco Lotta e le sue correzioni per i difetti trovati in Rubino o Zaffiro.

### Vendite
In Giappone, Smeraldo si è piazzato al primo posto nelle classifiche di vendita con 372 000 copie vendute nel primo giorno e 791 000 nella prima settimana. È risultato il quarto gioco più venduto in Giappone nel 2004. In quell'anno si è classificato dietro a Dragon Quest V: La sposa del destino, Pokémon Rosso Fuoco e Verde Foglia (combinati) e Dragon Quest VIII: L'odissea del re maledetto, con 1,4 milioni di copie vendute. Il gioco è arrivato 779° nella lista dei 1000 videogiochi più venduti in Giappone nel 2010 con 7 724 copie vendute per un totale di 1 916 505 dalla pubblicazione, unico gioco per Game Boy Advance della lista. Più di 146 000 persone hanno prenotato copie di Smeraldo negli Stati Uniti, dove a maggio ha raggiunto la prima posizione in classifica; a giugno è passato al secondo posto dietro Grand Theft Auto: San Andreas per Xbox con 265 000 copie vendute in quel mese. Aveva venduto 1,72 milioni di copie in tutto il mondo entro il 1º giugno 2005. È stato il secondo gioco più venduto per la prima metà del 2005. In un sondaggio condotto da IGN, i lettori hanno classificato Smeraldo come il gioco per Game Boy Advance più popolare per le vacanze del 2005. Si è classificato secondo per l'intero 2005 dietro Madden NFL 06. Alla fine del 2005 aveva totalizzato 1,2 milioni in Europa e quasi 5 milioni nel mondo. Ad oggi è uno dei tre giochi per Game Boy Advance più venduti. Nel novembre 2005, Nintendo Power ha riportato erroneamente che "le vendite totali supererebbero il valore di un vero e proprio smeraldo delle dimensioni di Nettuno".